# فروغ فرخزاد ۱۳ دی ۱۳۱۳ − ۲۴ بهمن ۱۳۴۵
فروغ فرّخزاد ۱۳ دی ۱۳۱۳ − ۲۴ بهمن ۱۳۴۵ فیلمِ مستندِ سیاه‌وسفیدی است که ناصر تقوایی بلافاصله پس از مرگِ فروغ فرّخزاد دربارهٔ او و تشییعِ جنازه و خاکسپاریش برای تلویزیونِ ملّیِ ایران ساخت. فیلم مراسمِ تشییعِ جنازهٔ فرّخزاد را نشان می‌دهد و مشایعانِ نامدارش را، از جلال آل احمد و غلامحسین ساعدی و احمد شاملو و بهرام بیضائی و دیگرانی.

## در نظرِ دیگران
غلام حیدری این را «جامع‌ترین و مهم‌ترین» فیلم دربارهٔ فرّخزاد دانسته. ولی محمّد قمری فیلم را نپسندیده است.